# マネシツグミ
マネシツグミ（学名：Mimus polyglottos）は、スズメ目マネシツグミ科に分類される鳥類の一種。中米南米に生息するマネシツグミの仲間のうち、北米で繁殖する唯一の種である。

## 形態
全長は23～28cm。頭部と背中が淡い灰色、腹部が白か灰色を帯びた白の羽毛で覆われている。翼の色は体と比べて濃く、全体的に黒色で初列風切羽の根元に白い部分がある。尾は長くて黒く外側が白い羽となっている。
くちばしは細くて短い。顔はくちばしから目に向かって黒の筋が横切ったような模様をしている。

## 生態
農地や公園などの住宅があるところや草木の生い茂った草原や砂漠の低木林など木が生えている場所に生息する。食性は雑食でバッタ、アリ、クモ、甲虫などの無脊椎動物やトカゲなどの小型の脊椎動物といった動物性のものと果実やベリー系の植物性のものを食べる。鳴き声を発するのは主にオスのマネシツグミで他のオスから自分の縄張りを守るための警告や繁殖期に交尾相手を誘うために鳴く。さえずりの合間には様々な鳴きまねを散りばめ、鳴きまねは別の種類の鳥の鳴き声や犬の鳴き声、ピアノの音や車のクラクションまでまねることができる。
繁殖期は春から夏の間で、マネシツグミのつがいはオス・メス共に相手に忠実で生涯にわたりつがいの関係を保ち続ける場合が多い。巣は地上15ｍほどの高さのある樹木に小枝や草だけでなく人工の素材を使って作られる。交尾後、メスは茶色か赤みを帯びた青または緑色の卵2～6個（平均は4個）産む。卵は11～14日間の抱卵期間を経て雛鳥が孵化し、卵から孵って2週間のうちに巣から離れられるようになる。繁殖期間中は攻撃的な性格になり、自分の巣に近づくものがいれば動物であっても人間であっても襲いかかってくる。

## 分布
アメリカ合衆国・メキシコ全域で見られる。また、北はカナダ南部、南は大アンティル諸島やバハマ諸島にまで生息している。

## 人間との関係性
1960年に出版されたハーパー・リーの小説『アラバマ物語』の原題はTo Kill a Mockingbird（ものまね鳥を殺すには）とマネシツグミの名が使われている。この本の中でマネシツグミは無力な個人に対する迫害の象徴として扱われた。また1950年代初めには当時のCIA長官アレン・ダレスによって「モッキンバード作戦」と呼ばれる情報統制活動が行われた。名前はマネシツグミが様々な音を鳴き真似する特性から、CIAの望むことをそのままモノマネをするかのように叫んでくれるメディアをつくろうという意味を持つと言われている。

## ギャラリー

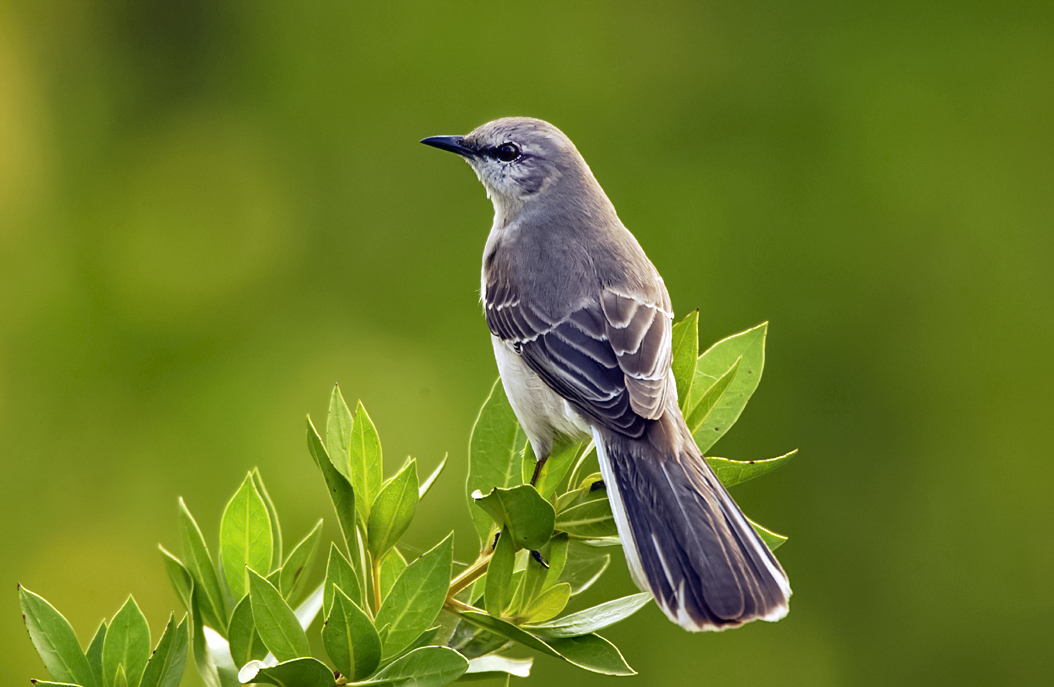
マネシツグミ
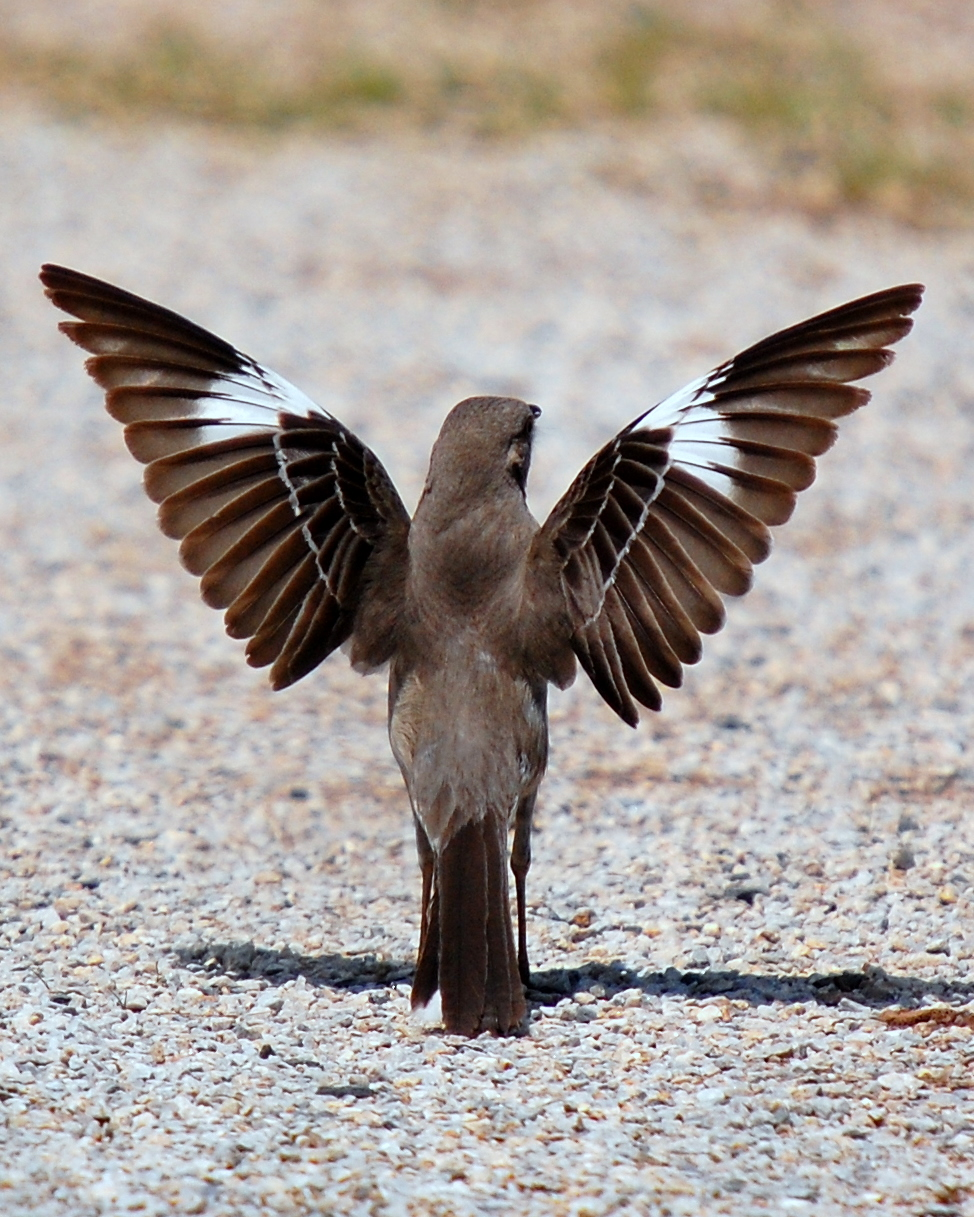
翼を広げたマネシツグミ。翼の先端部分の羽の根元に白い箇所が見られる。